# Dilophus proximus
Dilophus proximus är en tvåvingeart som beskrevs av Mcatee 1922. Dilophus proximus ingår i släktet Dilophus och familjen hårmyggor. Inga underarter finns listade i Catalogue of Life.